# Ireton (Iowa)
Ireton es una ciudad ubicada en el condado de Sioux en el estado estadounidense de Iowa. En el Censo de 2010 tenía una población de 609 habitantes y una densidad poblacional de 233,5 personas por km².

## Geografía
Ireton se encuentra ubicada en las coordenadas 42°58′30″N 96°19′18″O / 42.97500, -96.32167. Según la Oficina del Censo de los Estados Unidos, Ireton tiene una superficie total de 2.61 km², de la cual 2.61 km² corresponden a tierra firme y (0%) 0 km² es agua.

## Demografía
Según el censo de 2010, había 609 personas residiendo en Ireton. La densidad de población era de 233,5 hab./km². De los 609 habitantes, Ireton estaba compuesto por el 97.87% blancos, el 0.16% eran afroamericanos, el 0% eran amerindios, el 0% eran asiáticos, el 0% eran isleños del Pacífico, el 1.81% eran de otras razas y el 0.16% pertenecían a dos o más razas. Del total de la población el 3.61% eran hispanos o latinos de cualquier raza.